# Joseph Châu Ngọc Tri
Joseph Châu Ngọc Tri (ur. 12 września 1956 w Đà Nẵng) – wietnamski duchowny rzymskokatolicki, od 2016 biskup Lạng Sơn i Cao Bằng.

## Życiorys
Święcenia kapłańskie przyjął 21 listopada 1989 i został inkardynowany do diecezji Đà Nẵng. Po święceniach został proboszczem w Hà Lầm, zaś w latach 1998-2002 studiował w Paryżu. Po powrocie do kraju objął urząd proboszcza w Trà Kiệu.
13 maja 2006 papież Benedykt XVI mianował go biskupem Đà Nẵng. Sakry biskupiej udzielił mu 4 sierpnia 2006 jego poprzednik, bp Paul Nguyễn Bình Tĩnh.
12 marca 2016 został mianowany biskupem Lạng Sơn i Cao Bằng.